# Gra przeglądarkowa
Gra przeglądarkowa (ang. Browser Based Game – gra oparta na przeglądarce) – potoczna nazwa gier, do których uruchomienia niezbędna jest przeglądarka internetowa. Gry te mogą wymagać od użytkownika zainstalowania dodatkowych programów – np. wtyczki Adobe Flash Player lub wirtualnej maszyny Javy. Niektóre gry przeglądarkowe wymagają też ich wcześniejszego zainstalowania na dysku twardym (np. Quake Live).
Część gier przeglądarkowych nie wymaga instalacji żadnego dodatkowego oprogramowania (np. OGame).
Po 2010 roku popularne są gry przeglądarkowe napisane w innych formatach niż Flash, takie jak HTML5, WebGL i WebAssembly. Przykładami tego typu gier są Slither.io oraz Agar.io. 
Z czasem technologia Flash stawała się coraz bardziej przestarzała, w związku z czym firma Adobe zakończyła jej wsparcie 31 grudnia 2020 roku. Niemniej jednak spora część gier opartych na technologii Flash jest dalej dostępna do użycia w różnych, nieoficjalnych emulatorach (np. Ruffle czy Gnash). Duża liczba gier flash dostępna jest w Archiwum Internetowym.